# حقه
کلک‌بازی، شایعه، حقه یا خدعه، واقعی جلوه‌دادنِ یک ماجرای، دروغ، موهوم و غیرواقعی به قصد دست‌انداختن مخاطب است. حقه از خطا در دید یا داوری، قابل جدایش است. تفاوت حقه با موارد دیگر مانند شایعه، افسانه محلی، دروغ اول آوریل، جوک و شبه‌علم در این است که آنها ناخودخواسته یا برای شوخی ساخته می‌شوند. اما حقه و کلک‌بازی، خودخواسته و بدون حسن نیت انجام می‌گیرد.

## نمونه
«هشدار: بیمارستان الزهرا اطلاعیه‌ای داده که قرص استامینوفن جدید اومده، زیرش نوشته شده «دگلوفن» به هیچ وجه نخورید چون در مدت ۷۲ ساعت مرگ‌آور است.»

## گونه‌ها
- حقه فرهنگی
- حقه اینترنتی
- حقه رایانه‌ای
- کتب کاذبه
- حقه هنری
- حقه دینی
- حقه ادبی
- گول

## خبررسانی جعلی
خبررسانی جعلی به شکل خودخواسته اخبار دروغی را با هدف پروپاگاندا و گمراه‌سازی مردم پخش می‌کنند. این بنگاه‌های خبررسانی از رسانه‌های اجتماعی استفاده می‌کنند تا ترافیک وب را تحت تأثیر قرار دهند و مردم بیشتری را هدف بگیرند. برخلاف طنز خبری، وبگاه اخبار جعلی با هدف مالی یا سیاسی، تلاش می‌کند به جای سرگرمی، مردم را گمراه کند.